# 甲烯
甲烯（英語：Methylene）在化學中是指由一個碳原子和兩個氫原子组成的化合物，又稱亞甲基或甲烯基，其化學式為CH2。
在自然狀態下，不會存在甲烯，除非是在低溫、低壓的特殊狀態下，才可能有此種不穩定狀態的化合物。烯類至少要兩個碳之間有雙鍵，所以最小碳數（或分子量）的烯類是乙烯，但是在一些研究中仍被認為是結構最簡單的烯類:p.7，但它通常僅能在非常低的壓力、非常低的溫度下存在，或是某些化學反應中的短壽命的中間體。
甲烯是結構最簡單的卡賓，有時會被稱為亞甲基卡賓。

## 命名
甲烯一詞來自於IUPAC有機物的系統命名法，甲代表含有一個碳，烯代表其與烯烴（CnH2n）為同系物，但是此命名法與IUPAC有機物命名法生有衝突，由於烯指的是化合物中存在雙鍵，而甲烯只含一個碳因此無法形成雙鍵，原本應該形成雙鍵的電子在氣態甲烯中呈現一對孤對電子，比較像是一種簡單的碳的氫化物，但是由於有存在有機的性質因此沒有「碳化二氫」這種稱呼。

## 歷史
最早對於甲烯的研究是在1960年左右，在固態瓦斯進行間質隔離的紅外光譜實驗。而对该分子的首次提及是在1944年的一则唐老鸭漫画上。

## 製備
在適當的條件下甲烯是可以被製備的，以光解、光敏試劑（如二苯甲酮）或加熱等方式分解乙烯酮（CH2=C=O）、重氮甲烷（CH2=N=N）、二氮吮類化合物（含有環狀[-CH2-N=N-]官能基）或是二碘甲烷（I-CH2-I）即可得到甲烯。。